# Vateria copallifera
Vateria copallifera är en tvåhjärtbladig växtart som först beskrevs av Anders Jahan Retzius, och fick sitt nu gällande namn av Arthur Hugh Garfit Alston. Vateria copallifera ingår i släktet Vateria och familjen Dipterocarpaceae. Inga underarter finns listade i Catalogue of Life.